# تنگه واشی
تنگه واشی یا تنگه ساواشی مکانی با جاذبه‌های گردشگری است که در مسیر جاده هراز پشت تونل وانا قرار دارد. واژهٔ «واش»، در زبان مازندرانی، به معنای چمن و تنگه واشی به معنای تنگه‌ای دارای دشت چمن است.

## جغرافیا
این مکان شامل دو تنگه است که تنگهٔ اول به «واشی» و تنگهٔ دوم به «سا» معروف است. در انتهای تنگهٔ دوم آبشاری با ارتفاع ۱۵ متر قرار دارد. مسیر پیاده‌روی از ابتدای تنگهٔ اول طی سه بخش انجام می‌شود.
بخش اول: مسیر تنگهٔ اول تا ابتدای دشت ساواشی (حدود ۲۵۰ متر)
بخش دوم: راهپیمایی دشت ساواشی (حدود ۱۷۰۰ متر)
بخش سوم: مسیر تنگهٔ دوم تا رسیدن به آبشار (حدود ۸۰۰ متر)
برای رفتن به تنگه ساواشی در کیلومتری ۲ جادهٔ فیروزکوه–تهران، پس از ورود به یک جادهٔ فرعی و طی ۱۰ کیلومتر روستای جلیزجند نمایان می‌گردد. این روستا در حاشیهٔ یک دشت سرسبز با مزارع گندم و سیب‌زمینی و باغات مختلف بنا شده‌است. بعد از عبور از روستا و طی ۴٫۵ کیلومتر در جاده‌ای که میان دشت و در کنار جوی‌های آب، احداث شده، محل پیاده‌روی تنگه ساوشی شروع می‌شود.
بعد از عبور از تنگهٔ اول و گذر از دشت، تنگهٔ دوم قرار گرفته که حدود ۲ کیلومتر با تنگهٔ اولی فاصله دارد. از دیواره‌های سنگی این دره در نقاط مختلف چشمه‌های آب زلال و خنک به سمت پایین روان است.

## آثار تاریخی

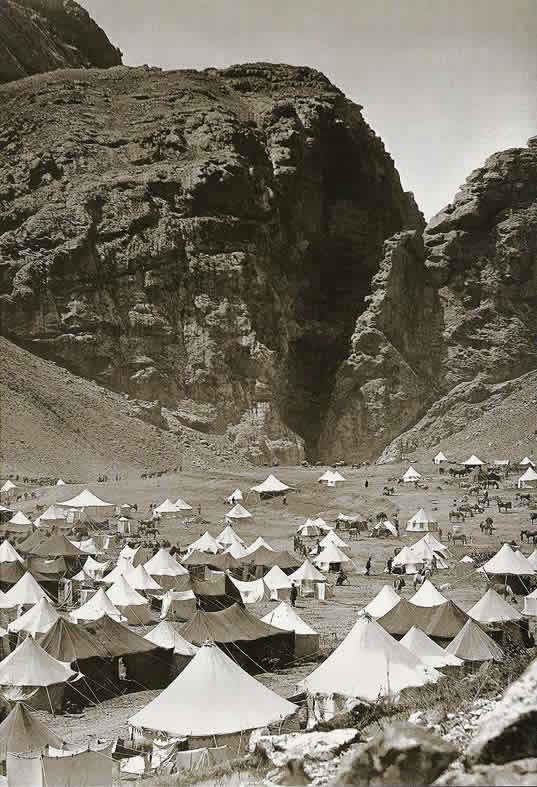
اردوی سلطنتی شاهان قاجار در تنگه واشی، عکس از آنتوان سوریوگین

تنگه واشی علاوه بر طبیعت زیبا، دارای آثار تاریخی زیادی است. یکی از سه کتیبهٔ معروف دورهٔ قاجار در این تنگه واقع شده‌است. دو کتیبهٔ دیگر در چشمه‌علی شهرری و کتیبهٔ شکل شاه در پشتِ تونل وانا جادهٔ هراز واقع شده‌اند. این کتیبه و کتیبهٔ ری به دستور فتحعلی‌شاه قاجار ساخته شده‌اند.
کتیبهٔ واقع در تنگه ساواشی دارای ابعاد شش در هفت متر است که وقایع زمان فتحعلی‌شاه، دور تا دور کتیبه روایت شده‌است. بزرگ‌ترین نقش برجستهُ این کتیبه‌ها، نقش شکارگاه با تصویر اسب، نیزه و شکارهایش است که در اطراف آن می‌توان عباس میرزا، علی قلی میرزا و علی نقی میرزا پسران فتحعلی‌شاه و همچنین نوادگانش را در حال شکار دید. این کتیبه که حدوداً ۱۸۵ ساله است به گونه‌ای در دل کوه حک شده که از بارش باران و تابش آفتاب در امان بوده‌است اما صنعت گردشگری به آن آسیب وارد نموده‌است.تنگه ساواشی از سال ۱۲۸۵ در قلمرو ایل عشایر سنگسری بوده و متعلق به حاجی اسفندیار حامدی که در بقعه درویش شاه طاهر روستای نام اور فیروزکوه مدفون می باشد و فرزندان علی آقا حامدی و سیامک حامدی می باشد تنگه ساواشی در مجاورت روستای نام اور فیروزکوه و روستای جلیزجند می باشد  

## نگارخانه

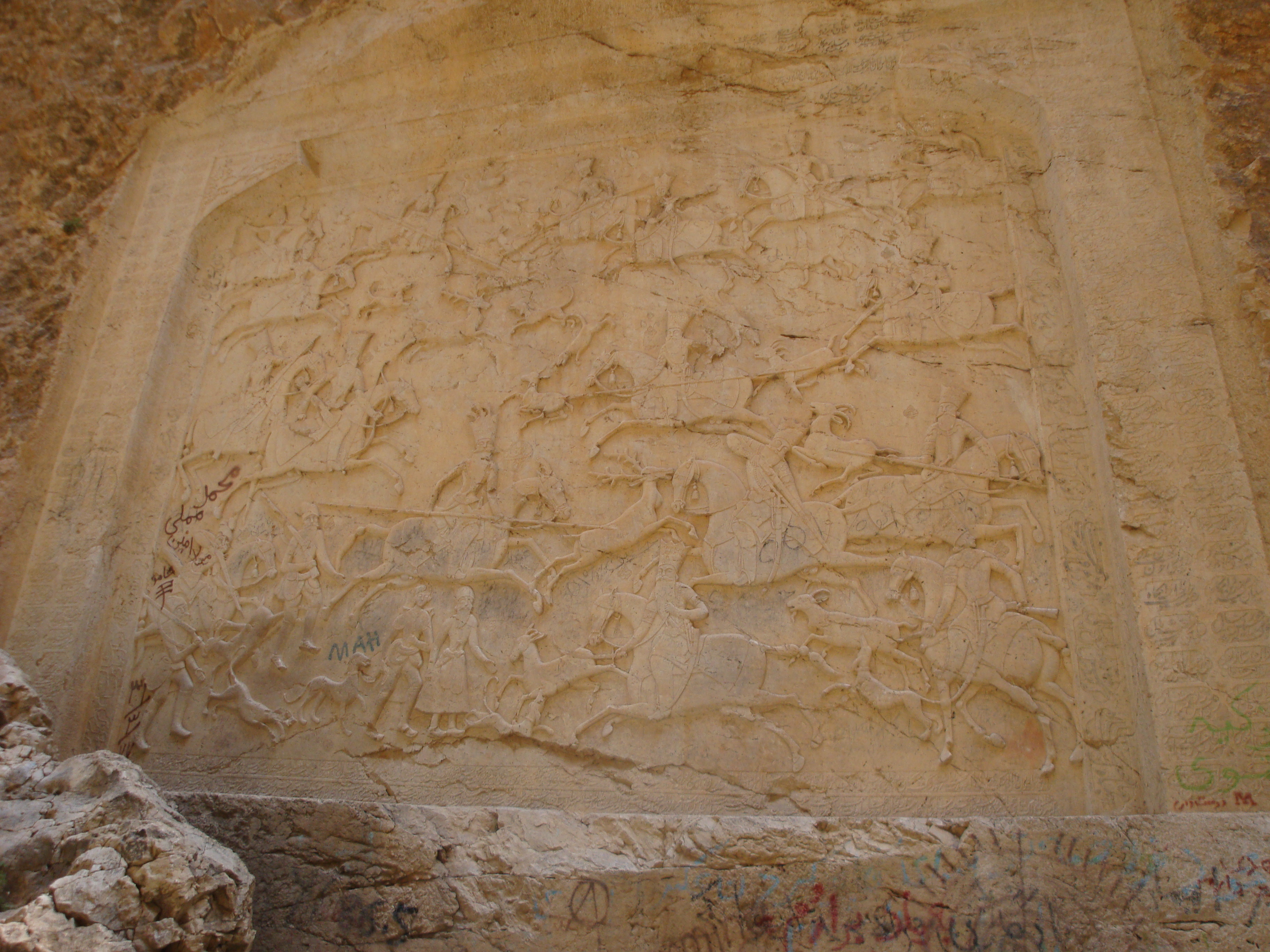
سنگ‌نگاره قاجاری
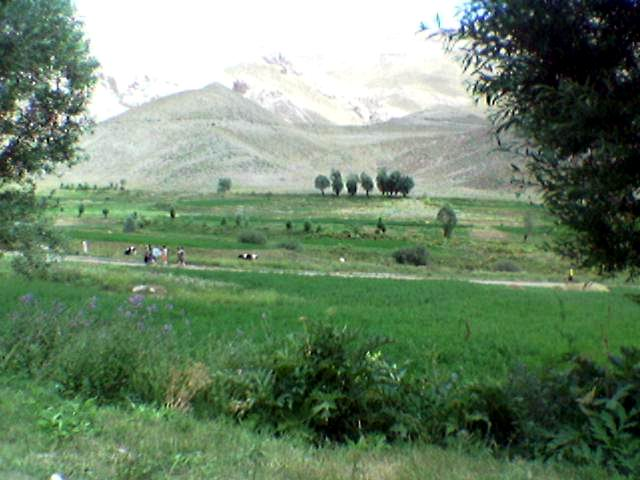
دشت تنگه واشی
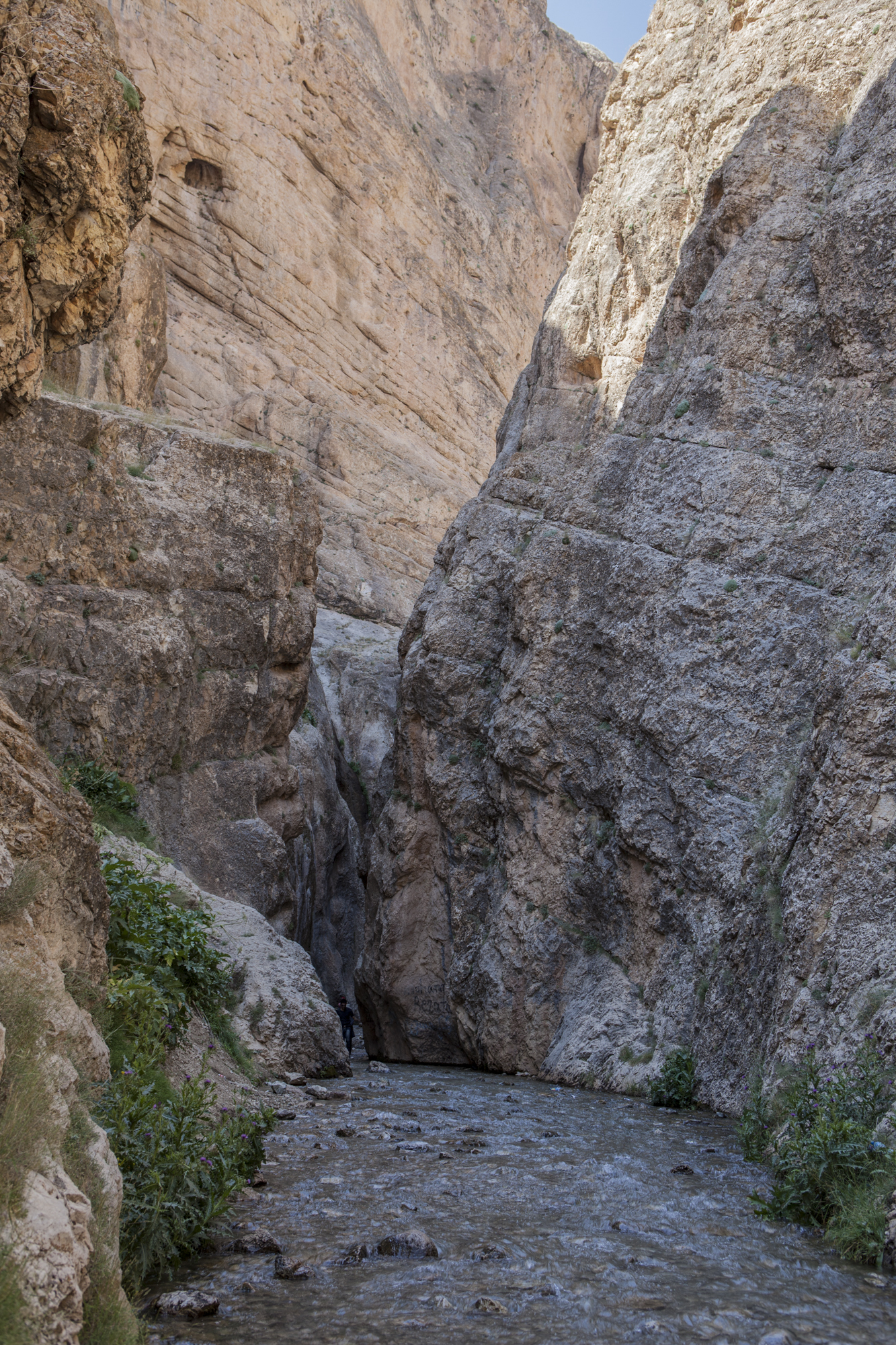
گذرگاه تنگه واشی
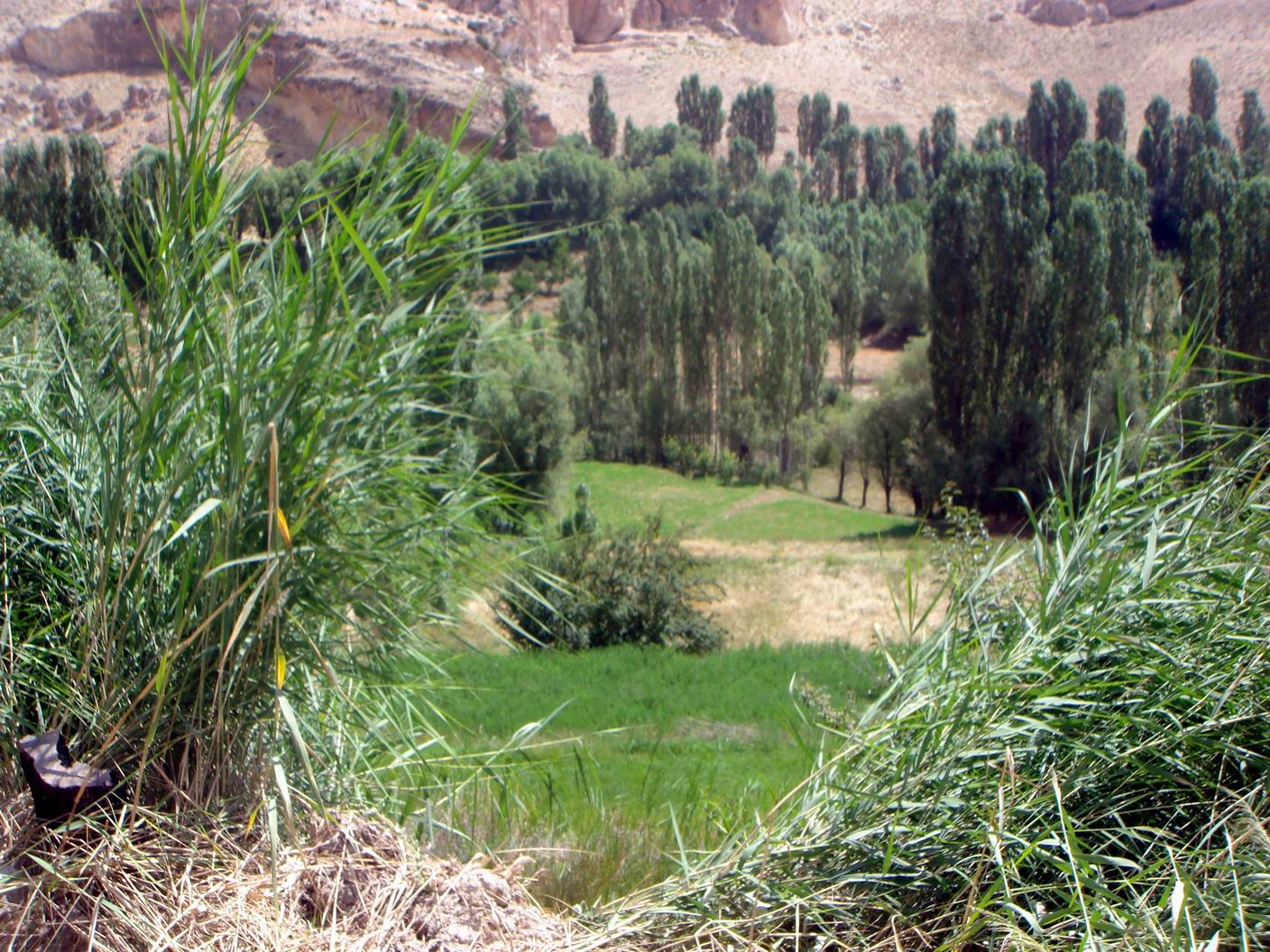
باغ‌های پیرامونی تنگه واشی
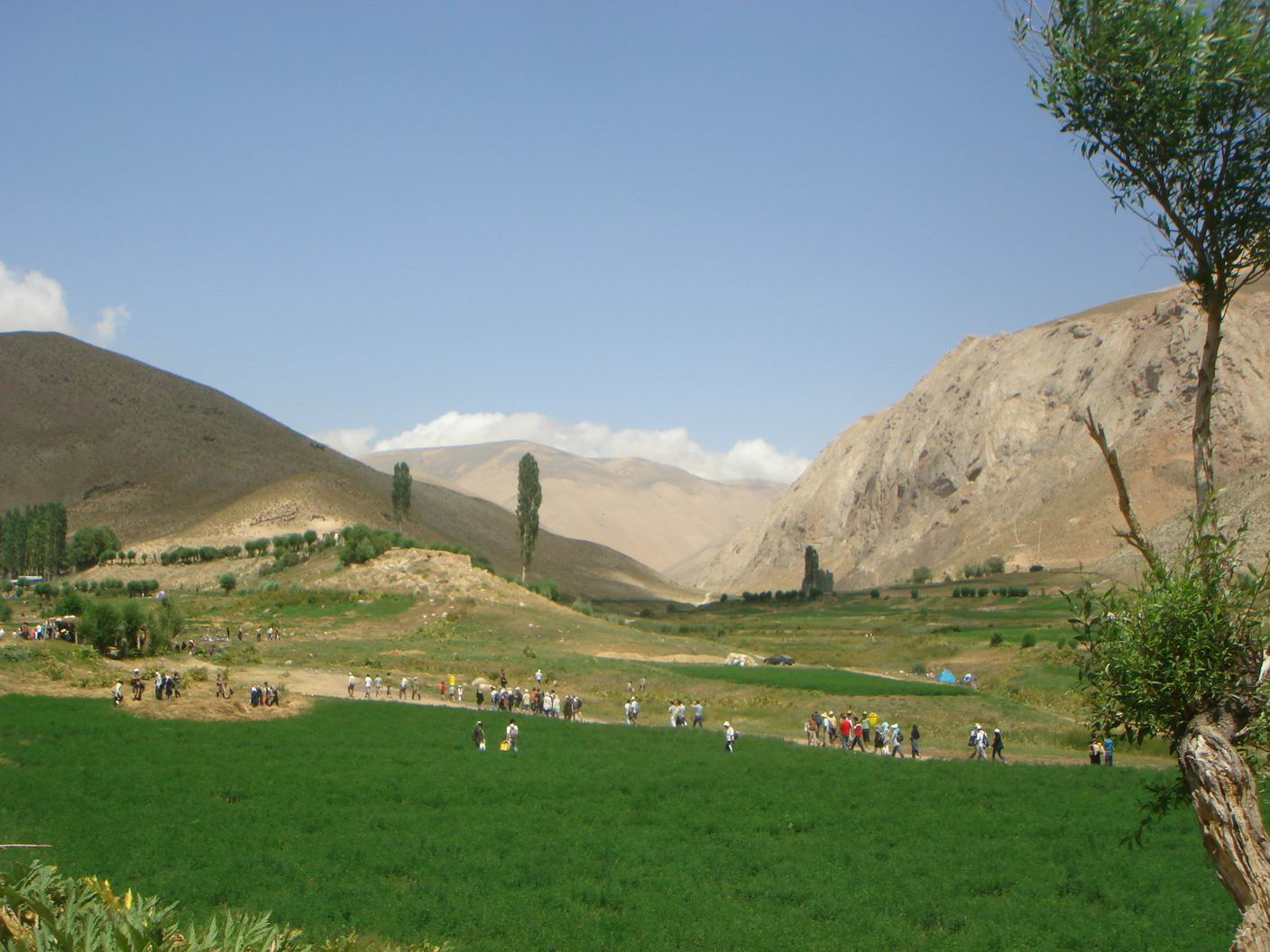
دشت تنگه واشی
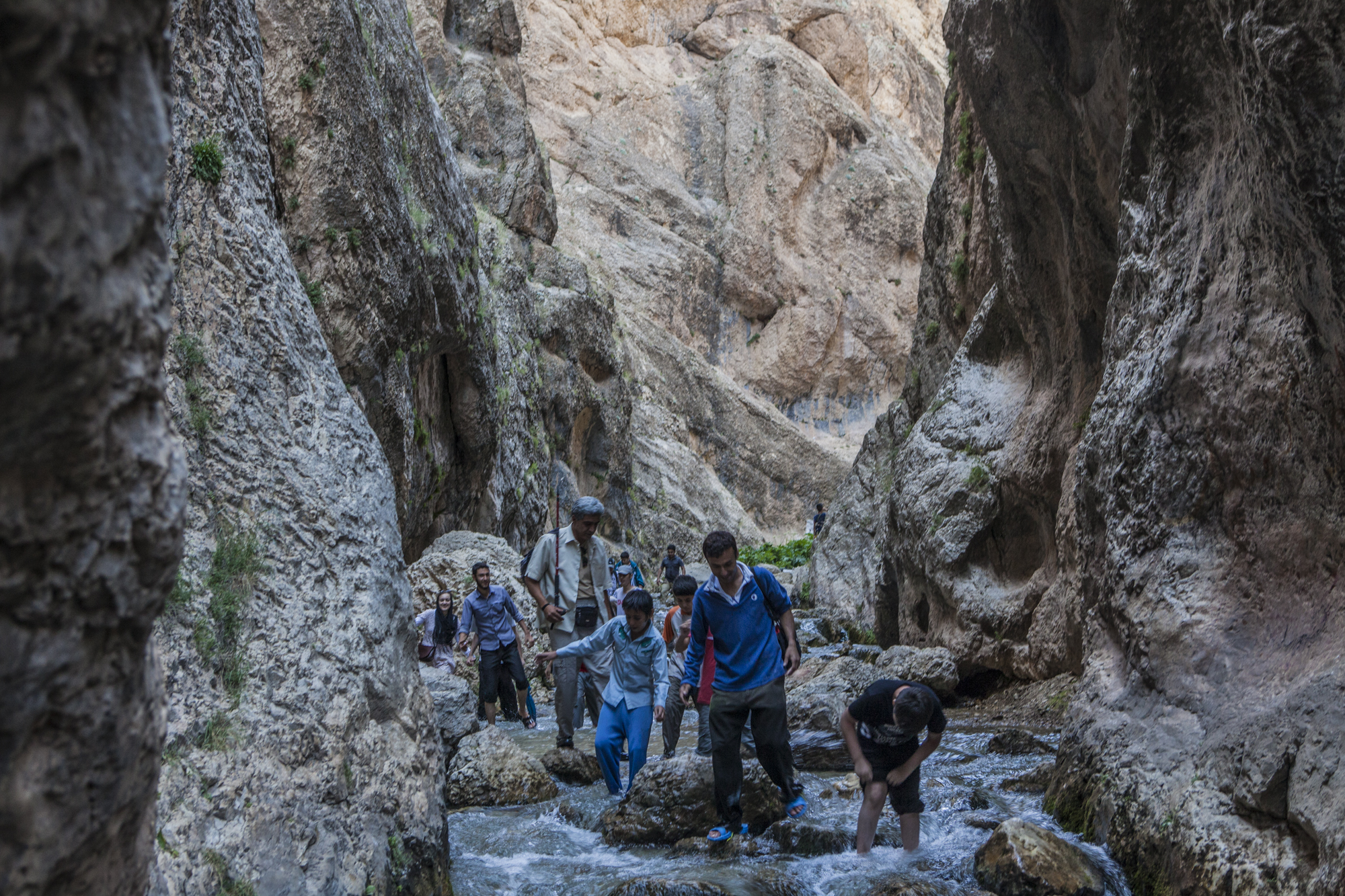
گذرگاه تنگه واشی